# ガイウス・メンミウス (紀元前34年の補充執政官)
ガイウス・メンミウス（ラテン語: Gaius Memmius、紀元前70年ごろ - 没年不明）は紀元前1世紀中期・後期の共和政ローマの政治家・軍人。紀元前34年に補充執政官（コンスル・スフェクト）を務めた。

## 出自
プレブス（平民）であるメンミウス氏族の出身。この氏族は紀元前3世紀末から高位政務官職に就いていたが、彼以前に執政官となったものはいない。父は紀元前66年に護民官、紀元前58年にプラエトル（法務官）を務めたガイウス・メンミウスと思われる。母はスッラの娘ファウスタ・コルネリアであり、したがってメンミウスはスッラの外孫にあたる。ガイウス・スクリボニウス・クリオは従兄弟にあたる。

## 経歴
メンミウスの生誕年は不明だが、歴史学者は母の生誕年が紀元前86年より少し前であること、紀元前54年には母親の異母兄であるマルクス・アエミリウス・スカウルス裁判に際して、寛大な処置を裁判官に求めたことが知られており、この時点で16～17歳の成人年齢に達していると考えられることから、歴史学者は紀元前70年ごろにメンミウスは生まれたと推定している。このときスカウルスは無罪となっている。一方で父ガイウスは紀元前53年の執政官選挙に立候補したが落選し、さらに収賄の罪を問われて紀元前51年にローマから追放された。
紀元前51年、メンミウスは造幣官となった（紀元前60年とする説もあるが、その場合は生誕年は紀元前80年以前となり、母ファウスタ・コルネリアの生誕年もそれに伴ってずれてくる）。メンミウスが鋳造したデナリウス銀貨は2種類が現存しており、どちらにもガイウス・メンミウス、ガイウスの息子（C. Memmi C. f.）の刻印がある。これは父（C. Memmi L. f.）も造幣官を務めており、区別するためであった。1つのコインには、表に豊穣の女神ケレースの横顔、裏面には父ガイウスのビテュニア属州総督時代のエピソードが描かれている。これは戦利品の前にひざまずく保留と、「ガイウス・メンミウス、勝利将軍（C. Memmius imperator ）」と刻印されている。もう一つはケレースとクゥイリーヌスが描かれているが、クゥイリーヌスは初代ローマ王ロームルスを神格化した姿であるため、メンミウス氏族が伝説的な祖先としているロームルスを指しているのかもしれない。
その後のメンミウスの政治活動やクルスス・ホノルム（名誉のコース）に関しては何も分からない。紀元前30年代にメンミウスがオクタウィアヌスとマルクス・アントニウスのどちらを支持したのかも、資料には記録されていない。紀元前34年7月1日、メンミウスは離職したルキウス・スクリボニウス・リボの後を付いて補充執政官に就任した。同日にパウッルス・アエミリウス・レピドゥスも補充執政官となっている。メンミウス氏族としては初の執政官であり、また唯一の執政官でもあった。メンミウスもまた4ヶ月で離職するが、この間にユリウス氏族の祖先とされるウェヌスを称える競技会を開催している。

## 参考資料

### 古代の資料
- カッシウス・ディオ『ローマ史』

### 研究書
- Broughton R. Magistrates of the Roman Republic. - New York, 1952. - Vol. II. - P. 568.
- Münzer F. Memmius // Paulys Realencyclopädie der classischen Altertumswissenschaft . - 1931. - Bd. XV, 1. - S. 602-603.
- Münzer F. Memmius 8 // Paulys Realencyclopädie der classischen Altertumswissenschaft . - 1931. - Bd. XV, 1.- S. 609-616.
- Münzer F. Memmius 10 // Paulys Realencyclopädie der classischen Altertumswissenschaft . - 1931. - Bd. XV, 1.-S. 618.
- Syme, R. The Augustan aristocracy. Oxford, 1986.